# Nucli antic de la Vila de Sagunt
El Nucli antic de la Vila de Sagunt, està format per la zona antiga de l'esmentat municipi de la comarca del Camp de Morvedre, al País Valencià. Està catalogat com a Bé d'interès cultural, amb número d'anotació ministerial: RI - 53-0000224.

## Descripció historicoartística
Formarien part d'aquest nucli històric monuments de diferents èpoques i estils, destacant entre ells els següents: L'ermita de la Magdalena, que deu la seua existència a una imatge que custodiava per un ermità al Castell, i està en aquest lloc des de finals del segle xix. L'ermita de la Sang, és la més gran de Sagunt. Es va construir a principis del segle xvii. És d'estil barroc. La planta és de creu llatina, amb una única nau i volta de canó. Té pintures al fresc a les llunetes.
La jueria està ubicada al barri de la Sang Vella. En aquest barri es trobava l'antiga sinagoga. Era residència dels jueus que segurament van arribar al costat de Jaume I a Sagunt, al segle xiii. Queden les portes d'entrada. La porta original, el Portalet de la Jueria o de la sang, té un arc de mig punt. Es troba al carrer del Castell. Més tard, Alfons el Franc va permetre la construcció d'un cementeri sota del castell de Sagunt.
L'Almodí Nou es troba al carrer Abril. Es va edificar en 1699 però a inicis del segle xxi només queda l'arc de mig punt d'entrada. A poca distància hi ha l'atzucac de la Palmera, típic exemple de carreró musulmà. L'antiga Casa del Mestre Penya és de planta gòtica. No té planta de casa senyorial, així que malgrat el seu nom va poder tractar d'una llotja municipal o carnisseria. A inicis del segle xxi alberga el Museu Històric de Sagunt. L'església de Santa Maria es troba al costat de la plaça dels Tarongers. Està construïda sobre l'antiga Mesquita Major. Ha estat des de la conquesta, l'església Major de Sagunt.
La fundació de l'ermita de Sant Roc i Mare de Déu dels Desemparats data del segle xvii i va tenir lloc com a agraïment a Sant Roc pel que els veïns van considerar una miraculosa intervenció que els perill de l'epidèmia de pesta de 1647-1648. No va ser fins a 1797que es va introduir el culte a la Mare de Déu dels Desemparats.
L'ermita de la Mare de Déu dels Dolors està al carrer dels Dolors. Es va edificar en 1860. La seua façana és senzilla, té un arc de mig punt i campanar petit sobre la cornisa. El Palau del Dalme (palau del delme) és un edifici donat en 1256 per Jaume I al bisbe de València. La seua funció era servir per a la recaptació del delme. Inicialment tenia uns banys àrabs a la planta inferior. A inicis del segle xxi només es conserva la façana amb murs de carreus. El soc central de la ciutat musulmana s'aixecava en què després s'ha anomenat plaça de la Peixateria. També hi va ser l'escorxador i fins a finals del segle XX es venia al lloc peix i carn.

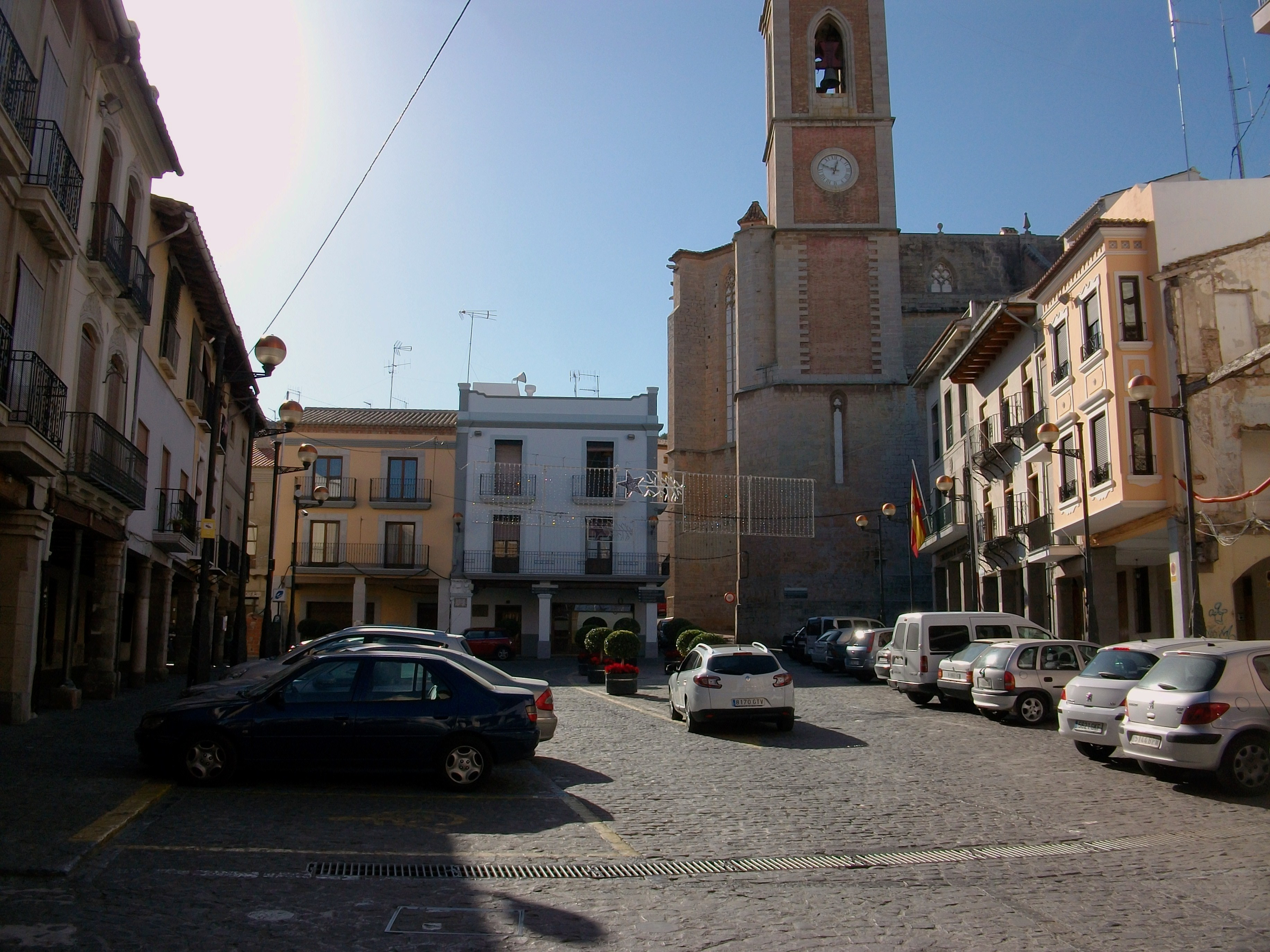
Plaça Major de Sagunt.

A les ciutats hispanomusulmanes els banys desenvolupaven un important paper de tipus no únicament higiènic, sinó també cultural i religiós. A aquests fins, Sagunt comptava amb uns banys musulmans dels quals es conserva part del forn, en concret un tros de façana amb part d'un arc de mig punt en pedra. També presenta l'escut de la família Musquiz, que en 1775 va comprar a Ferran VI tots els forns i molins de Sagunt, així com l'almodí. De l'existència dels banys van quedar indicis en la toponímia local, com la desapareguda Porta de les Granotes o Porta dels Banys .
Els tres carrers principals de la ciutat medieval eren els de Cavallers, Castell i Major. Els tres confluïen a la plaça Major. La plaça Major és una plaça rectangular gòtica. Està porticada i alguns dels seus fustes són reaprofitaments de columnes romanes. A la plaça es trobava l'Almodí. Un almodí era un magatzem públic de blat. El de Sagunt té l'antic escut reial en la clau de l'arc d'entrada. La plaça, principal de la vila durant segles, s'usava per a actes públics i fins administratius.